# ستيف جونسون
ستيف جونسون (بالإنجليزية: Steve Johnson)‏ مواليد 24 ديسمبر 1989 في أورنج، كاليفورنيا، الولايات المتحدة. هو لاعب كرة مضرب أمريكي محترب. بدأ مسيرته الاحترافية سنة 2012.

## روابط خارجية
- ستيف جونسون على موقع رابطة محترفي التنس (الإنجليزية)
- ستيف جونسون على موقع الاتحاد الدولي لكرة المضرب (الإنجليزية)
- ستيف جونسون على موقع كأس ديفيز (الإنجليزية)
- ستيف جونسون على موقع خلاصة التنس.كوم (الإنجليزية)
- ستيف جونسون على موقع إي إس بي إن.كوم (الإنجليزية)
- ستيف جونسون على موقع أوليمبيديا (الإنجليزية)